# Nguyễn Tiến Duy
Nguyễn Tiến Duy (sinh ngày 29 tháng 4 năm 1991) là một cầu thủ bóng đá chuyên nghiệp người Việt Nam hiện đang thi đấu ở vị trí trung vệ cho câu lạc bộ Quảng Nam tại V.League 1. Anh đã có hai lần khoác áo đội tuyển quốc gia Việt Nam.

## Sự nghiệp câu lạc bộ
Nguyễn Tiến Duy là một trong những sản phẩm tiêu biểu của lò đào tạo Than Quảng Ninh, anh nổi lên rất sớm so với đám bạn cùng lứa và thường xuyên chấp tuổi các đồng đội ở cấp độ quốc gia: Lên đội U-17 Việt Nam khi mới 15 tuổi và chiếm suất đá chính ở U-19 Việt Nam khi mới 17 tuổi, giành Huy chương đồng giải U-19 Đông Nam Á và là đại diện duy nhất cho khu vực Đông Nam Á dự giải vô địch châu Á (2010), sau đó vô địch giải U-21 quốc tế Báo Thanh Niên.
Mùa giải 2013, anh chỉ vắng mặt duy nhất 1 trận trong hành trình đưa Than Quảng Ninh thăng hạng V-League. Anh ra sân 1 trận duy nhất ở Cúp quốc gia 2013 khi Than Quảng Ninh thua 1–2 trước Xi Măng The Vissai Ninh Bình vào ngày 26 tháng 3 năm 2013 và 13 trận đấu ở Hạng nhất quốc gia 2013.
Tiến Duy bị chấn thương lưng khi đang chuẩn bị dự giải U-21 Báo Thanh Niên, anh phải điều trị trong 3 tháng. Trở lại sau chấn thương, anh phải chấp nhận dự bị khi Than Quảng Ninh lên thi đấu tại V-League năm 2014. Ở mùa giải này, Tiến Duy chỉ ra sân 10 trận bao gồm 2 trận ở Cúp quốc gia và 8 trận ở Giải vô địch quốc gia.
Đến mùa giải 2015, anh ra sân 8 trận liên tiếp trong giai đoạn cuối ở Giải vô địch quốc gia dưới sự dẫn dắt của huấn luyện viên Phạm Như Thuần.

## Sự nghiệp quốc tế
Năm 2013, anh đã có tên trong danh sách tập trung của đội tuyển U-23 Việt Nam chuẩn bị cho SEA Games 27. Anh được gọi lên đội tuyển quốc gia Việt Nam lần đầu tiên vào ngày 1 tháng 10 năm 2015 thay cho hậu vệ Dương Thanh Hào bị chấn thương. Huấn luyện viên trưởng Toshiya Miura đăng ký cho anh đá chính trong trận hòa 1–1 với đội tuyển Iraq vào ngày 8 tháng 10 năm 2015 trong khuôn khổ vòng loại World Cup 2018.

### Ra sân đội tuyển quốc gia
| Đội tuyển | Năm       | Trận | Bàn |
| --------- | --------- | ---- | --- |
| Việt Nam  | 2015      | 2    | 0   |
| Tổng cộng | Tổng cộng | 2    | 0   |

## Danh hiệu

### Than Quảng Ninh
- Á quân V.League 2: 2013.
- Cúp Quốc gia: 2016
- Siêu cúp Quốc gia: 2016